# الروضة (حائل)
مركز الروضة،  مدينة سعودية تُعرف سابقا باسم روضة رمان لتوسطها جبل رمان وهي قاعدة بُلدان منطقة رمان وتتبع إدارياً لمدينة حائل وتبعد عنها 75 كم إلى الجنوب وهي مركز فئة ( أ ) وتُعد من أهم البُلدان التابعة لأقليم قفار والذي يعد من مناطق قبائل بني تميم ومرابعهم في منطقة حائل ويعود تأسيسها لسنة 1195 هـ على يد الشيخ سُليمان بن حمود الحميضي التميمي 

## سكان مدينة الروضة
يبلغ عدد سكان مدينة الروضة قرابة 4636 ألف نسمة.

## أمراء روضة رمان
الأمارة مُنذ تأسيسها مدينة الروضة وهي بيد أهلها الحميضات والحمران من بني عمرو من بني تميم وهُم:
- سليمان بن حمود الحميضي التميمي ( 1195 هـ - 1217 هـ ).
- زيد بن سليمان بن حمود الحميضي التميمي ( 1217 هـ - 1250 هـ )
- شايع بن حمامة الحميضي التميمي ( 1250 هـ - 1283 هـ ).
- محسن بن شايع بن حمامة الحميضي التميمي ( 1283 هـ - 1305 هـ )
- سالم بن شايع بن حمامة الحميضي التميمي ( 1305 هـ - 1325 هـ )
- مطلق بن لحيدان الحمراني التميمي ( 1325 هـ - 1337 هـ )
- حمود بن راشد الهذيلي الحميضي التميمي ( 1337 هـ - 1360 هـ )
- عبد العزيز بن حمود الهذيلي الحميضي التميمي ( 1360 هـ - 1382 هـ )
- صالح بن مليحان الحمراني التميمي ( 1382 هـ - 1399 هـ )
- عبد المحسن بن حمود الهذيلي الحميضي التميمي ( 1399 هـ - حتى الآن )
- الأسمر بن مرعيد بن رمال الشمري (1399 هـ - 1441 هـ )
- حمود بن علي بن خليف العنقاء القنياوي الشمري ( 1441 هـ - حتى الأن )

## وصلات خارجية
- روضة رمان : أستوطنها بنو تميم عام 1195م وبدأت ببئر حمودالتميمي ولازالت تحلم بالمحافظة